# Descendance de Pierre II du Brésil
Pour un article plus général, voir Pierre II (empereur du Brésil).

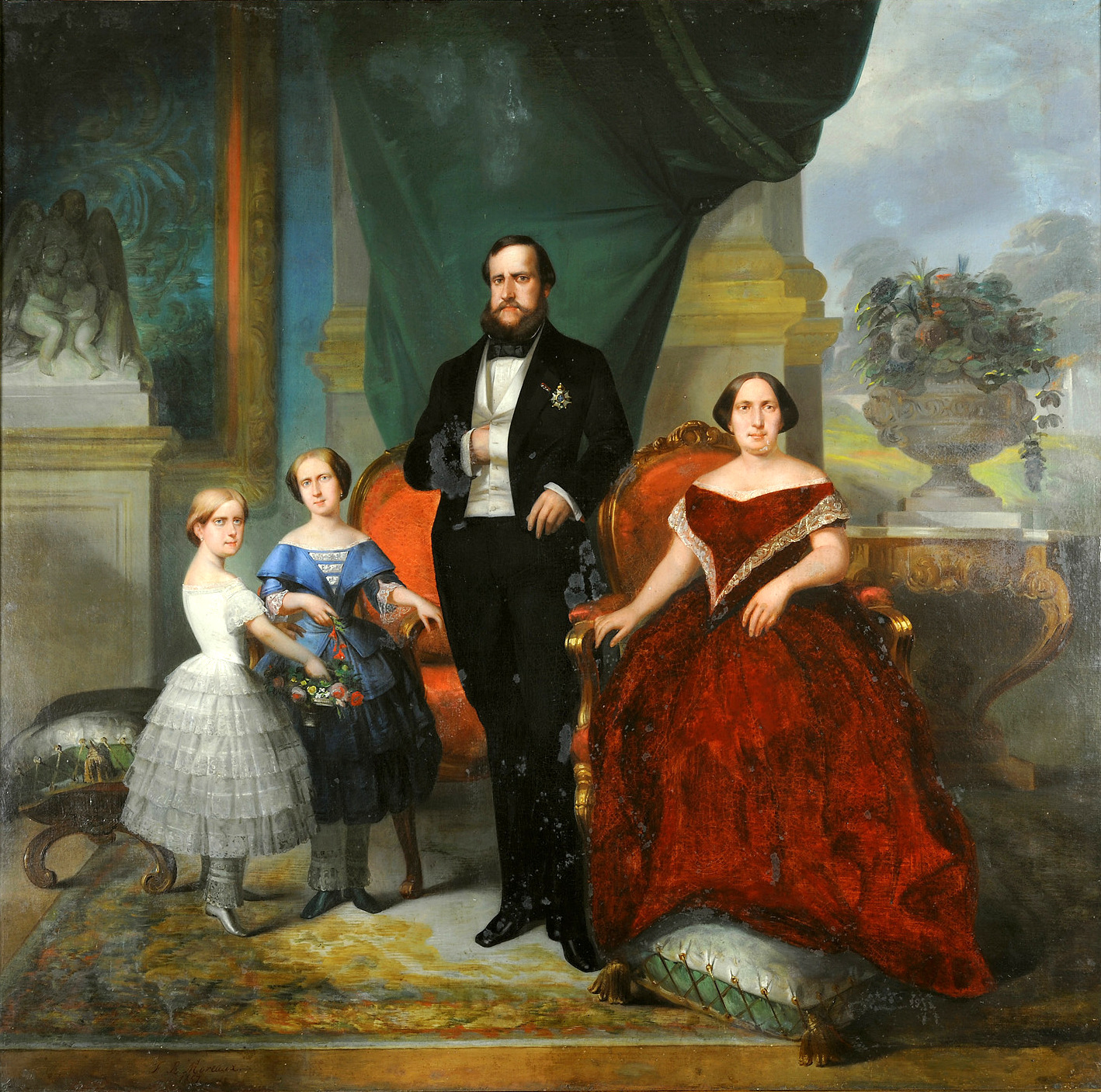
L'empereur, son épouse Thérèse-Christine et leurs filles, les princesses Isabelle et Léopoldine, par François-René Moreaux, 1857 (musée impérial du Brésil).

La descendance de Pierre II du Brésil désigne ici les nombreux descendants de l'empereur Pierre II du Brésil (1825-1891) et de son épouse Thérèse-Christine de Bourbon-Siciles (1822-1889).
Fils de Pierre Ier, Pierre II est empereur du Brésil pendant près de soixante ans, du 7 avril 1831 au 15 novembre 1889. Membre de la deuxième maison de Bragance, Pierre II épouse la princesse Thérèse-Christine, fille du roi François Ier des Deux-Siciles et membre de la maison de Bourbon-Siciles, en 1843. Entre 1845 et 1848, le couple impérial a quatre enfants, dont seulement deux filles atteignent l'âge adulte et donnent des héritiers à la dynastie. Malgré le rôle dévoué de l'aînée, Isabelle, héritière du trône, la continuité du pouvoir monarchique après la mort de l'empereur Pierre II devient le point central d'un débat politique au Brésil qui aboutit à l'abolition de la monarchie en 1889.
Les descendants de Pierre II et Thérèse-Christine, par de nombreux mariages et alliances, rejoignent plusieurs cours royales européennes des XIXe et XXe siècles : ainsi, certains de leurs descendants sont aujourd'hui les prétendants au trône de France, d'Italie, de Portugal, des Deux-Siciles et de Wurtemberg, ou ont fourni de futurs prétendants en Autriche et en Serbie, et divers autres descendants dans des familles nobles européennes.

## Descendance actuelle
Par des mariages et des alliances politiques, certains descendants de Pierre II rejoignent plusieurs cours royales européennes des XIXe et XXe siècles, détenant divers titres de duchés et principautés européennes dans les années qui suivent l'abolition de la monarchie au Brésil.
Aujourd'hui, Pierre II du Brésil est ainsi l'ancêtre de :
- Pedro Carlos d'Orléans-Bragance (1945), actuel prétendant au trône du Brésil (« branche de Petrópolis ») ;
- Bertrand d'Orléans-Bragance (1941), actuel prétendant au trône du Brésil (« branche de Vassouras ») ;
- Duarte de Bragance (1945), actuel prétendant au trône de Portugal (succession migueliste) ;
- Jean d'Orléans (1965), actuel prétendant au trône de France (succession orléaniste) ;
- Aimon de Savoie-Aoste (1967), actuel prétendant au trône d'Italie (« branche de Savoie-Aoste ») ;
- Pierre de Bourbon-Siciles (1968), actuel prétendant au trône des Deux-Siciles (« branche de Calabre ») ;
- Wilhelm de Wurtemberg (1994), actuel prétendant au trône de Wurtemberg.

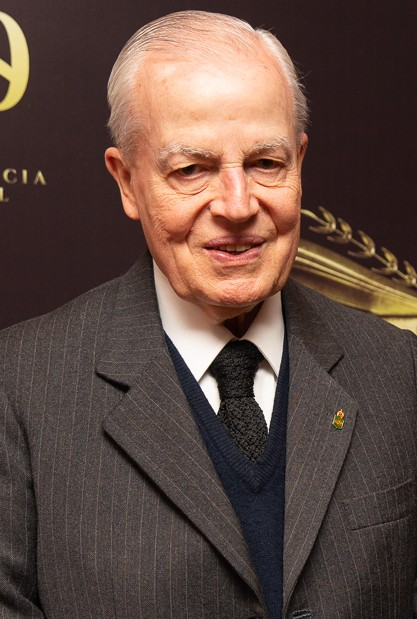
Bertrand d'Orléans-Bragance, arrière-arrière-petit-fils de Pierre II du Brésil
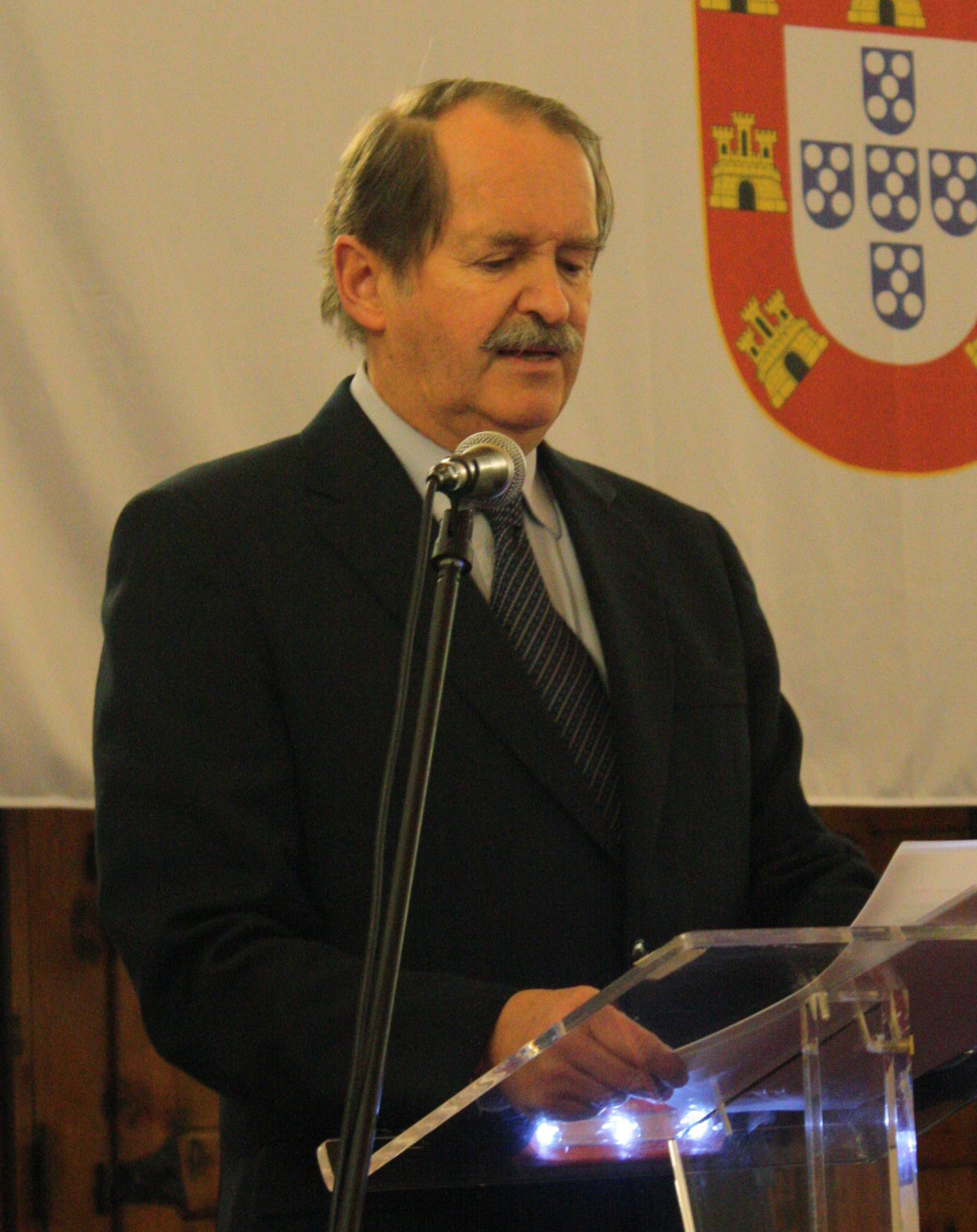
Duarte de Bragance, arrière-arrière-petit-fils de Pierre II du Brésil
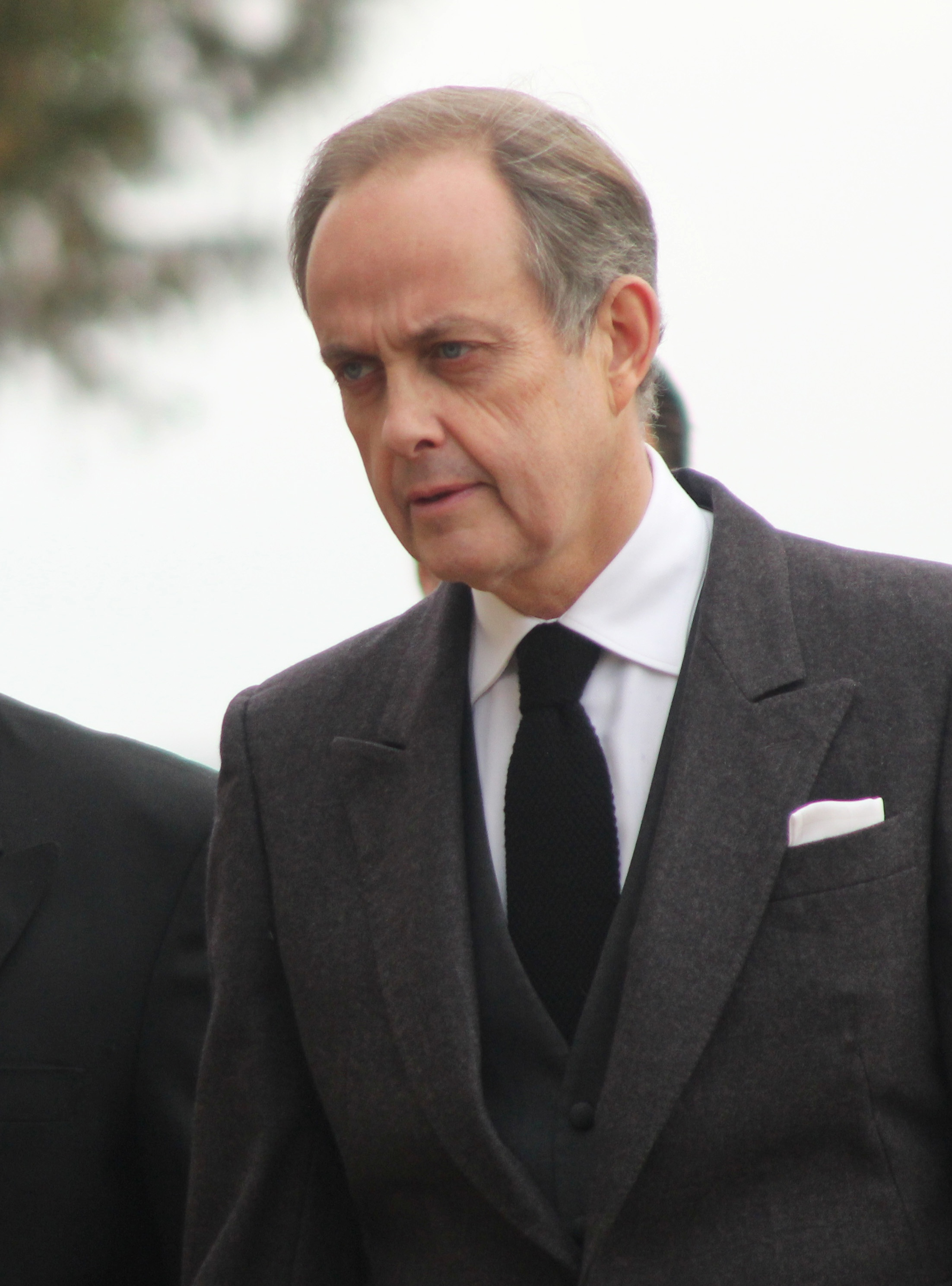
Jean d'Orléans, arrière-arrière-arrière-petit-fils de Pierre II du Brésil
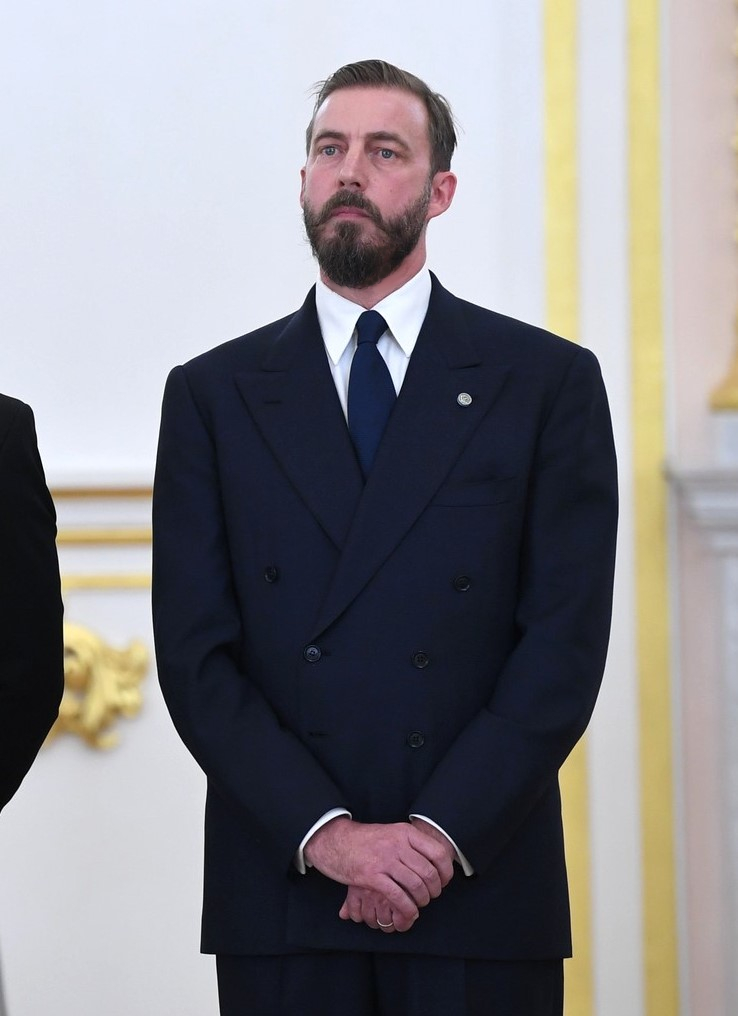
Aimon de Savoie-Aoste, arrière-arrière-arrière-petit-fils de Pierre II du Brésil
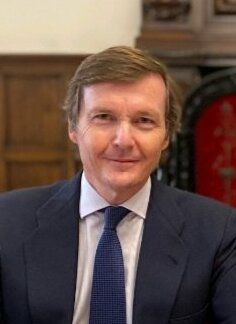
Pierre de Bourbon-Siciles, arrière-arrière-arrière-petit-fils de Pierre II du Brésil
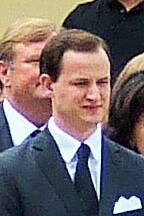
Wilhelm de Wurtemberg, arrière-arrière-arrière-arrière-petit-fils de Pierre II du Brésil

Il est également l'ancêtre de prétendants en devenir :
- Damian de Schönborn-Buchheim (1965), actuel comte héritier de Schönborn-Buchheim ;
- Filip Karađorđević (1982), actuel prince héréditaire de Serbie.

## Naissance et ascendance dePierreII
Pierre de Alcântara João Carlos Leopoldo Salvador Bibiano Francisco Xavier de Paula Leocádio Miguel Gabriel Rafael Gonzaga (Pierre II) naît le 2 décembre 1825 au palais impérial de Saint-Christophe, à Rio de Janeiro. Il est le deuxième fils de Pierre Ier du Brésil et Marie-Léopoldine d'Autriche. Il a trois sœurs aînées (Marie, Janvière et Françoise), dont l'aînée prend en 1834 le trône portugais. Dès sa naissance, Pierre est proclamé héritier du trône brésilien.
Du côté de son père, Pierre II est le petit-fils de Jean VI de Portugal et Charlotte-Joachime d'Espagne et l'arrière-petit-fils de Marie Ire de Portugal et de Charles IV d'Espagne, ce dernier étant lui-même l'arrière-petit-fils de Louis XIV de France,. Du côté de sa mère, Pierre II est le neveu de Marie-Louise d'Autriche, impératrice des Français, et le petit-fils de François Ier d'Autriche, son grand-père maternel étant un descendant de Marie-Thérèse d'Autriche et membre d'une longue lignée de monarques autrichiens de la maison de Habsbourg. Pierre II, cependant, est membre de la seule maison de Bragance.

## Mariage avec Thérèse-Christine de Bourbon-Siciles

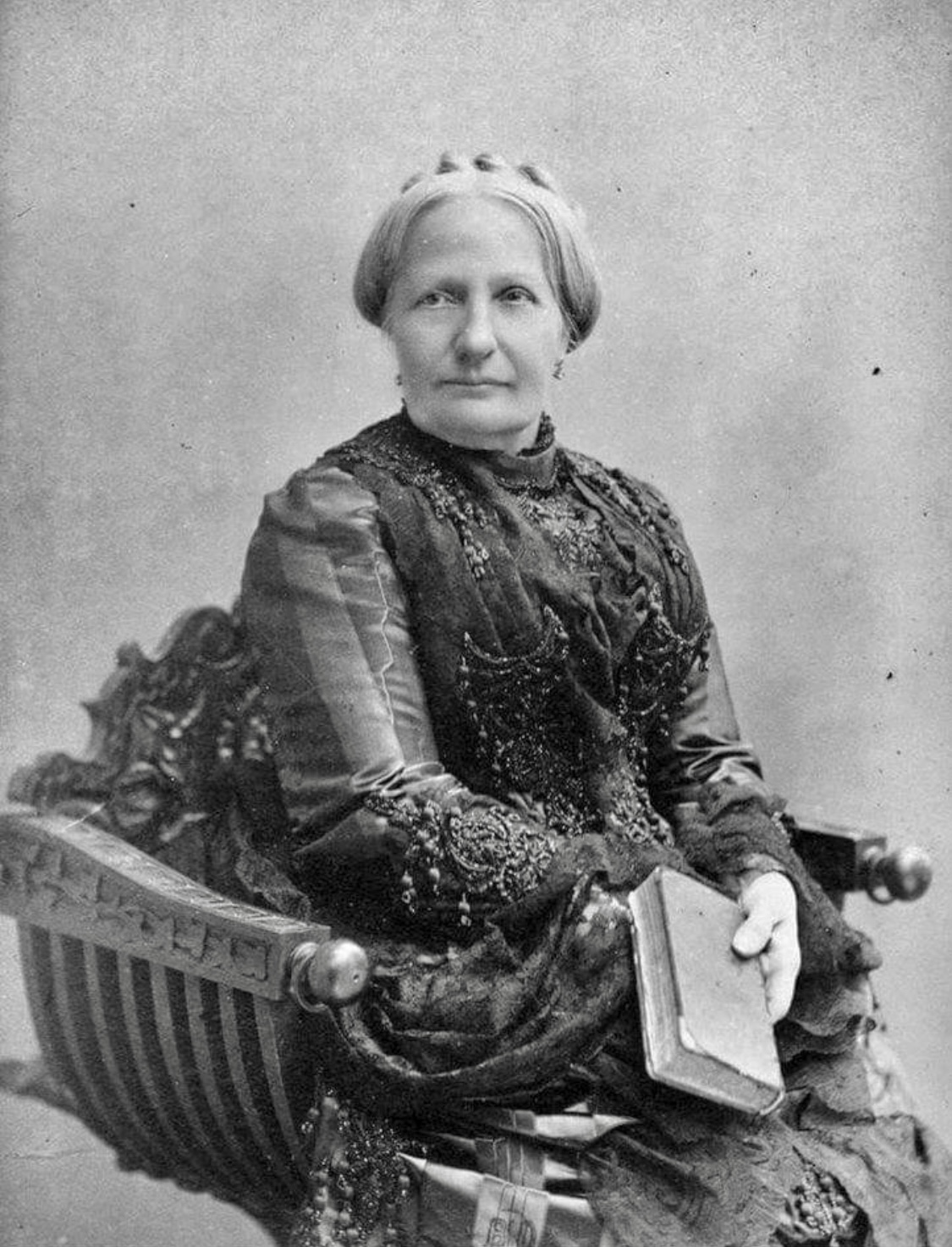
L'impératrice Thérèse-Christine du Brésil en 1888.

Le 30 mai 1843, Pierre II épouse par procuration la princesse Thérèse-Christine de Bourbon-Siciles, fille du roi François Ier des Deux-Siciles et de l'infante Marie-Isabelle d'Espagne, et petite-fille de Ferdinand Ier des Deux-Siciles et de Charles IV d'Espagne. De cette façon, Pierre II et Thérèse-Christine sont cousins, puisqu'ils sont respectivement arrière-petit-fils et petite-fille de Charles IV d'Espagne.
Le mariage vise à renforcer les liens du Brésil avec les monarchies européennes et également à consolider et à faire mûrir l'image du monarque au sein de son propre empire. Pierre II et Thérèse-Christine ont quatre enfants : les princes Alphonse et Pierre-Alphonse (tous deux morts en bas âge) et les princesses Isabelle et Léopoldine (qui donnent de nombreux descendants à la lignée impériale).

## Descendants dePierreIIet Thérèse-Christine

### Enfants
| Portrait                  | Nom                       | Naissance                                  | Mariage et descendance                             | Décès                                                              |
| ------------------------- | ------------------------- | ------------------------------------------ | -------------------------------------------------- | ------------------------------------------------------------------ |
| Alphonse du Brésil        | Alphonse du Brésil        | 23 février 1845 Palais de Saint-Christophe | –                                                  | 11 juin 1847 Palais de Saint-Christophe (2 ans, 108 jours)         |
| Isabelle du Brésil        | Isabelle du Brésil        | 29 juillet 1846 Palais de Saint-Christophe | Gaston d'Orléans 15 octobre 1864 1 fille et 3 fils | 14 novembre 1921 Château d'Eu, France (75 ans, 108 jours)          |
| Léopoldine du Brésil      | Léopoldine du Brésil      | 13 juillet 1847 Palais de Saint-Christophe | Auguste de Saxe-Cobourg 15 décembre 1864 4 fils    | 7 février 1871 Palais Coburg, Autriche-Hongrie (23 ans, 209 jours) |
| Pierre-Alphonse du Brésil | Pierre-Alphonse du Brésil | 19 juillet 1848 Palais de Saint-Christophe | –                                                  | 9 janvier 1850 Palais impérial de Santa Cruz (1 an, 174 jours)     |

### Descendants d'Isabelle du Brésil
- Isabelle du Brésil (1846-1921) + (1864) Gaston d'Orléans (1842-1922)
  - Louise d'Orléans-Bragance (1874-1874)
  -  Pierre d'Orléans-Bragance (1875-1940) + (1908) Élisabeth Dobrzensky de Dobrzenicz (1875-1951)
    - Isabelle d'Orléans-Bragance (1911-2003) + (1931)  Henri d'Orléans (1908-1999)
      - Isabelle d'Orléans (1932) + (1964)  Frédéric-Charles de Schönborn Buchheim (1938)
        - Damian de Schönborn-Buchheim (1965) + (2002) Deirdre-Mary Ascough (1969)
        - Vincenz de Schönborn-Buchheim (1966) + (2002) Katharina Graf (1975)
        - Lorraine de Schönborn-Buchheim (1968) + (1997)  Wilhelm von Spee (1963)
        - Claire de Schönborn-Buchheim (1969) + (2013) Wolfgang Liechtenfeld (1955)
        - Melchior de Schönborn-Buchheim (1977) + (2014) Bernadette de Mentzingen (1978)

      -  Henri d'Orléans (1933-2019) + (1957-1984) Marie-Thérèse de Wurtemberg (1934) ; + (1984) Micaela Cousino (1938-2022)
        - Marie d'Orléans (1959) + (1989) Gundakar de Liechtenstein (1949)
        - François d'Orléans (1961-2017)
        - Blanche d'Orléans (1962)
        -  Jean d'Orléans (1965) + (2009) Philomena de Tornos y Steinhart (1977)
        - Eudes d'Orléans (1968) + (1999) Marie-Liesse de Rohan-Chabot (1969)

      - Hélène d'Orléans (1934) + (1957) Évrard de Limburg Stirum (1927-2001)
        - Catherine de Limburg Stirum (1957) + (1988-1994) Ortiz Armando Galrao-Exposto (1955)
        - Thierry de Limburg Stirum (1959) + (1990) Katia della Faille de Leverghem (1969)
        - Louis de Limburg Stirum (1962) + (1996) Belén López Montero (1965)
        - Bruno de Limburg Stirum (1966) + (1995) Christine de Lannoy (1967)

      - François d'Orléans (1935-1960)
      - Anne d'Orléans (1938) + (1965)  Charles de Bourbon-Siciles (1938-2015)
        - Christine de Bourbon-Siciles (1966) + (1994) Pedro López-Quesada y Fernández-Urrutia (1963)
        - Marie de Bourbon-Siciles (1967) + (1996) Siméon de Habsbourg-Lorraine (1958)
        -  Pierre de Bourbon-Siciles (1968) + (2001) Sofía Landaluce y Melgarejo (1973)
        - Inès de Bourbon-Siciles (1971) + (2001) Michele Carrelli Palombi (1965)
        - Victoria de Bourbon-Siciles (1976) + (2003) Markos Nomikos (1965)

      - Diane d'Orléans (1940) + (1960)  Charles de Wurtemberg (1936-2022)
        - Frédéric de Wurtemberg (1961-2018) + (1993) Wilhelmine Marie de Wied (1973)
          -  Wilhelm de Wurtemberg (1994)
          - Marie-Amélie de Wurtemberg (1996) + (2023) Franz-Ferdinand von Feilitzsch (1997)
          - Sophie-Dorothée de Wurtemberg (1997)

        - Mathilde de Wurtemberg (1962) + (1988) Erich von Waldburg zu Zeil und Trauchburg (1962)
        - Eberhard de Wurtemberg (1963) + (2011-2016) Lucia Désirée Copf (1969) ; + (2023) Gaby Maier (1970)
        - Philipp de Wurtemberg (1964) + (1991) Marie-Caroline en Bavière (1969)
        - Michael de Wurtemberg (1965) + (2006) Julia Ricarda Storz (1965)
        - Éléonore de Wurtemberg (1977) + (2003) Moritz von Goëss (1966)

      - Michel d'Orléans (1941) + (1967-2012) Béatrice Pasquier de Franclieu (1941) ; + (2017) Barbara de Posch-Pastor (1952)
        - Clotilde d'Orléans (1968) + (1993) Édouard Crépy (1969)
        - Adélaïde d'Orléans (1971) + (2002) Pierre-Louis Dailly (1968)
        - Charles-Philippe d'Orléans (1973) + (2008-2022) Diana Álvares Pereira de Melo (1978) ; + (2023) Naomi Valeska-Kern (1981)
        - François d'Orléans (1982) + (2014) Theresa von Einsiedel (1984)

      - Jacques d'Orléans (1941) + (1969) Gersende de Sabran-Pontevès (1942)
        - Diane d'Orléans (1970) + (2004) Alexis de Noailles (1952-2014)
        - Charles-Louis d'Orléans (1972) + (1997) Ileana Mános (1971)
        - Foulques d'Orléans (1974)

      - Claude d'Orléans (1943) + (1964-1982)  Amédée de Savoie-Aoste (1943-2021) ; + (1982-1996) Luigi Arnaldo La Cagnina (1929) ; + (2006) Enrico Gandolfi (1941-2015)
        - Bianca de Savoie-Aoste (1966) + (1988) Giberto Arrivabene Valenti Gonzaga (1961)
        -  Aimon de Savoie-Aoste (1967) + (2008) Olga de Grèce (1971)
        - Mafalda de Savoie-Aoste (1969) + (1994-1997) Alessandro Ruffo Di Calabria (1964) ; + (2001) Francesco Lombardo Di San Chirico (1968)

      - Chantal d'Orléans (1946) + (1972) François-Xavier de Sambucy de Sorgue (1943)
        - Axel de Sambucy de Sorgue (1972) + (2014) Charlotte Paul-Reynaud (1979)
        - Alexandre de Sambucy de Sorgue (1978) + (2006) Anne-Cécile Berteau (1979)
        - Kildine de Sambucy de Sorgue (1979) + (2006) Antoine Stevenson (1982)

      - Thibaut d'Orléans (1948-1983) + (1972) Marion Gordon-Orr (1942)
        - Robert d'Orléans (1976)
        - Louis-Philippe d'Orléans (1979-1980)

    -  Pierre-Gaston d'Orléans-Bragance (1913-2007) + (1944) María de la Esperanza de Borbón y Orleans (1914-2005)
      -  Pedro Carlos d'Orléans-Bragance (1945) + (1975) Rony Kuhn de Souza (1938-1979) ; + (1981) Patricia Alexandra Brascombe (1964)
      - Maria da Glória d'Orléans-Bragance (1946) + (1972-1985)  Alexandre de Yougoslavie (1945) ; + (1985) Ignacio de Medina y Fernández de Córdoba (1947)
        - Pierre Karageorgévitch (1980)
        - Filip Karađorđević (1982) + (2017) Danica Marinković (1986)

      - Afonso d'Orléans-Bragance (1948) + (1973-1998) Maria Parejo (1954) ; + (1998) Sylvie Amélie de Hungria Machado
      - Manuel d'Orléans-Bragance (1949) + (1977-1995) Marguerite Haffner (1945)
      - Christine d'Orléans-Bragance (1950) + (1980-1992) Jean-Paul Sapieha-Rozanski (1935-2021) ; + (1992-1996) José Carlos Calmon de Brito (1955)
      - François-Humbert d'Orléans-Bragance (1956) + (1978-1980) Christina Schmidt Peçanha (1953) ; + (1980) Rita de Cássia Pires (1961)

    - Françoise d'Orléans-Bragance (1914-1968) + (1942)  Édouard Nuno de Bragance (1907-1976)
      -  Duarte de Bragance (1945) + (1995) Isabel de Herédia (1966)
      - Miguel de Bragance (1946)
      - Henrique de Bragance (1949-2017)

    - Jean d'Orléans-Bragance (1916-2005) + (1949) Fátima Scherifa Chirine (1923-1990) ; + (1990) Teresa da Silva Leite (1929-2020)
      - João d'Orléans-Bragance (1954) + (1986-2009) Stella Cristina Lutterbach (1958) ; + (2013) Anna Claudia Alves de Oliveira Mell

    - Thérèse d'Orléans-Bragance (1919-2011) + (1957) Ernesto Martorell y Caldero (1921-1985)

  - Louis d'Orléans-Bragance (1878-1920) + (1908) Marie-Pie de Bourbon-Siciles (1878-1973)
    -  Pedro Henrique d'Orléans-Bragance (1909-1981) + (1937) Marie-Élisabeth de Bavière (1914-2011)
      -  Luiz d'Orléans-Bragance (1938-2022)
      - Eudes d'Orléans-Bragance (1939-2020) + (1967-1976) Ana Maria de Moraes e Carmo (1945) ; + (1976) Mercedes Neves da Rocha (1955)
        - Luiz Philippe d'Orléans-Bragance (1969) + (2008) Fernanda Miguita (1978)

      -  Bertrand d'Orléans-Bragance (1941)
      - Isabelle d'Orléans-Bragance (1944-2017)
      - Antônio d'Orléans-Bragance (1950-2024) + (1981) Christine de Ligne (1955)
        - Pedro Luiz d'Orléans-Bragance (1983-2009)
        - Amélie d'Orléans-Bragance (1984) + (2014) Alexander James Spearman (1984)
        - Raphaël d'Orléans-Bragance (1986)
        - Marie-Gabrielle d'Orléans-Bragance (1989)

      - Eleonora d'Orléans-Bragance (1953) + (1981) Michel de Ligne (1951)
        - Alix Marie de Ligne (1984) + (2016) Guillaume de Dampierre (1985)
        - Henri Antoine de Ligne (1989)

    - Luís Gastão d'Orléans-Bragance (1911-1931)
    - Pia-Maria d'Orléans-Bragance (1913-2000) + (1948) René de Nicolaÿ (1910-1954)
      - Louis-Jean de Nicolaÿ (1949) + (1980) Barbara d'Ursel de Bousies (1958)
      - Robert de Nicolaÿ (1952) + (1983) Nathalie Murat (1961)

  - Antoine d'Orléans-Bragance (1881-1918)

### Descendants de Léopoldine du Brésil
- Léopoldine du Brésil (1847-1871) + (1864) Auguste de Saxe-Cobourg-Kohary (1845-1907)
  - Pierre de Saxe-Cobourg-Gotha (1866-1934)
  - Auguste de Saxe-Cobourg-Gotha (1867-1922) + (1894) Caroline Marie de Habsbourg-Toscane (1869-1945)
    - Auguste de Saxe-Cobourg-Gotha (1895-1909)
    - Clémentine de Saxe-Cobourg-Gotha (1897-1975) + (1925) Édouard de Heller (1877-1970)
      - Marie Amelie de Heller (1926) + (1949) Carlo Nicolis de Robilant (1927-2008)
      - Hélène de Heller (1929-1932)
      - Alexandre-Georges de Heller (1938-1969)

    - Marie Caroline de Saxe-Cobourg-Gotha (1899-1941)
    - Rainer de Saxe-Cobourg-Gotha (1900-1945) + (1930-1935) Johanna Károly de Károly-Paty (1906-1992) ; + (1940) Edith de Kózol (1913-1997)
      - Johannes Heinrich de Saxe-Cobourg-Gotha (1931-2010) + (1957-1968) Gabriele von Fürstenberg (1921-2007) ; + (1968-1995) Mathilde de Saxe (1936-2018)
        - Felicitas de Saxe-Cobourg-Gotha (1958) + (1987) Sergei Sergeyevich Trotzky (1948)
        - Johannes de Saxe-Cobourg-Gotha (1969-1987)

    - Philipp Josias de Saxe-Cobourg-Gotha (1901-1985) + (1944) Sarah Aurelia Hálasz (1914-1994)
      - Philipp August de Saxe-Cobourg-Gotha (1944-2014) + (1968) Bettina Pfretzschner (1944-1989) ; + (1991) Rosemarie Jäger (1952)
        - Isabelle de Saxe-Cobourg-Gotha (1969) + (1999) Michael Treimer
        - Maxmilien de Saxe-Cobourg-Gotha (1972)
        - Alexandre Ernest de Saxe-Cobourg-Gotha (1978)
        - Christine de Saxe-Cobourg-Gotha (1995)

    - Theresa de Saxe-Cobourg-Gotha (1902-1990) + (1930) Lamoral von Taxis di Bordogna e Valnigra (1900-1966)
      - Carlos Tasso de Saxe-Cobourg-Gotha (1931) + (1956-1967) Denise Pais de Almeida (1936) ; + (1969) Walburge d'Autriche-Toscane (1942)
      - Alice Tasso de Saxe-Cobourg-Gotha (1936-2013) + (1956) Michele Formentini (1929)
      - Filipe Tasso de Saxe-Cobourg-Gotha (1939) + (1981) Ana-Maria Duarte Nunes (1939)
      - Maria Cristina Tasso de Saxe-Cobourg-Gotha (1945) + (1971) Raimondo Dettori (1943)

    - Léopoldine de Saxe-Cobourg-Gotha (1905-1978)
    - Ernst de Saxe-Cobourg-Gotha (1907-1978) + (1939) Irmgard Röll (1912-1976)

  - Joseph de Saxe-Cobourg-Gotha (1869-1888)
  - Louis de Saxe-Cobourg-Gotha (1870-1942) + (1900) Mathilde de Bavière (1877-1906) ; + (1907) Maria Anna de Trauttmansdorff-Weinsberg (1873-1948)
    - Antoine de Saxe-Cobourg-Gotha (1901-1970) + (1938) Luise Mayrhofer (1903-1974)
    - Marie Immaculée de Saxe-Cobourg-Gotha (1904-1940)
    - Joséphine de Saxe-Cobourg-Gotha (1911-1997) + (1937-1945) Richard von Baratta-Dragono (1901-1998)
      - Maria Carolina von Baratta-Dragono (1937)
      - Richard Pedro von Baratta-Dragono (1939-2018)